# Trebovljani
Trebovljani (szerbül: Требовљани), falu Gradiška községben, Bosznia-Hercegovinában, Bosanska krajina területén, a Szerb Köztársaságban. 

## Fekvése
Bosznia-Hercegovina északi részén, a Potkozarje területén, Banja Lukától légvonalban 36, közúton 50 km-re északra, községközpontjától légvonalban 10, közúton 11 km-re nyugatra, a Prosara-hegység lábánál, a Ljutava-patak mentén, 115-170 méteres magasságban fekszik. Több, kis településből áll.

## Népessége
| Nemzetiségi csoport | Népesség 1991 | Népesség 2013 |
| ------------------- | ------------- | ------------- |
| Szerb               | 416           | 352           |
| Bosnyák             | 1             | 0             |
| Horvát              | 2             | 7             |
| Jugoszláv           | 0             | 0             |
| Egyéb               | 6             | 2             |
| Összesen            | 425           | 361           |

## Története
A település 1878-ig tartozott az Oszmán Birodalomhoz, ekkor a berlini kongresszus határozata alapján az Osztrák-Magyar Monarchia része lett. 1910-ben a Bosanska Gradiškai járáshoz tartozó településen 84 háztartást, 528 ortodox szerb és 3 muszlim lakost találtak. A monarchia szétesésével 1918-ban előbb a Szerb-Horvát-Szlovén Királyság, majd 1929-től a Jugoszláv Királyság része. 1921-ben 105 háztartása és 567 lakosa volt.
Jugoszlávia megszállása után a település a Független Horvát Állam (NDH) része lett. Lakói közül sokan csatlakoztak a Kozara-hegységben megbújó partizánokhoz. A szlavóniai Sloboština faluban követték el az usztasák az egyik legnagyobb bűnüket. 1942 júliusában 155 vagont szállítottak Pozsega területére, olyan kozarai szerbekkel, akiket elhajtottak otthoniakból. A jasenovaci koncentrációs táborból a felszámolások segítésére Maks Luburić vezette usztasa büntetőexpedíció érkezett, amely azonnal megkezdte az ártatlan kozaraiak lemészárlását. 1942. augusztus 16-án 1368 nőt és gyermeket öltek meg ott, ebből 1165-öt a Kozarától. Az áldozatokat dróttal megkötözték és élve öt nagy kútba dobták őket. A háború után Sloboština helyi lakosai kiszedték a holttesteket a kútból, és a falun kívül, a Velika felé vezető út mentén ásták el őket. Sok bistricai és trebovljani nő és lány halt meg itt. Ezt a szörnyű eseményt a 15 éves trebovljanai Stanka Panić élte túl, aki elmondta a történteket.
1945-től a település a szocialista Jugoszlávia része lett. A boszniai háború idején a település a Boszniai Szerb Köztársaság része volt. A daytoni békeszerződést követő területfelosztásnál a település Gradiška község részeként a Szerb Köztársaság területéhez került.